# Harvey Evans
Pour les articles homonymes, voir Evans.
Harvey Hohnecker, né le 7 janvier 1941 à Cincinnati (Ohio) et mort le 24 décembre 2021 à Englewood (New Jersey), est un acteur, danseur et chanteur américain, connu sous le nom de scène de Harvey Evans (parfois crédité sous son nom de naissance).

## Biographie
En 1955 est créée à Broadway (New York) la comédie musicale Damn Yankees, à laquelle Harvey Evans participe peu après comme danseur, en tournée américaine. Il est alors repéré par le chorégraphe Bob Fosse qui lui obtient un autre rôle de danseur dans New Girl in Town, la première comédie musicale où il se produit en 1957-1958 à Broadway. Là, suivent treize autres, dont Follies (1971-1972). Il apparaît pour la dernière fois à Broadway dans une reprise de la comédie musicale Oklahoma ! (2002). Toujours sur les planches new-yorkaises, mentionnons Our Town (son unique pièce à Broadway, 1969, avec Henry Fonda et Margaret Hamilton) et Off-Broadway, une quinzième comédie musicale, Annie Warbucks (en) (1993-1994).
Fait marquant, il est remplaçant pour le rôle de Gee-Tar, un des Jets de la comédie musicale West Side Story, créée à Broadway en 1957 et reprise jusqu'en 1959, puis est retenu pour le rôle d'un autre Jet, Mouthpiece, dans la première adaptation au cinéma de 1961. Enfin, il tient le petit rôle d'un agent de sécurité au grand magasin où travaille Maria, dans la deuxième adaptation au cinéma de 2021.
Au cinéma, il contribue en tout à dix films américains, les deux premiers sortis en 1957, comme danseur, étant La Belle de Moscou et Pique-nique en pyjama ; le dernier est la version de 2021 précitée de West Side Story. Entretemps, citons Mary Poppins (1964), où il est un des danseurs-ramoneurs, ainsi que Il était une fois (2007).
Enfin, à la télévision américaine, il effectue des prestations dans quelques séries et téléfilms, depuis The Judy Garland Show (en) (un épisode, 1963) jusqu'à Cheers (un épisode, 1992).
Harvey Evans meurt fin 2021, à 80 ans, deux semaines après la sortie américaine de West Side Story (version 2021).

## Théâtre
(comédies musicales, sauf mention contraire)

### Broadway
- 1957 : New Girl in Town, musique et lyrics de Bob Merrill, livret de George Abbott (d'après la pièce Anna Christie d'Eugene O'Neill) : un danseur / Pete (remplacement)
- 1957-1959 : West Side Story, musique de Leonard Bernstein, lyrics de Stephen Sondheim, livret d'Arthur Laurents, chorégraphie et mise en scène de Jerome Robbins, décors d'Oliver Smith, costumes d'Irene Sharaff : Gee-Tar, un des Jets (remplacement, date non spécifiée)
- 1959-1960 : Redhead, musique d'Albert Hague, lyrics de Dorothy Fields, livret de Dorothy et Herbert Fields, Sidney Sheldon et David Shaw, chorégraphie et mise en scène de Bob Fosse : un danseur
- 1960 : Gypsy, musique de Jule Styne, lyrics de Stephen Sondheim, livret d'Arthur Laurents (d'après les mémoires de Gypsy Rose Lee), chorégraphie et mise en scène de Jerome Robbins, lumières et décors de Jo Mielziner, costumes de Raoul Pène Du Bois : un jeune fermier / Tulsa (remplacements)
- 1964 : Anyone Can Whistle, musique et lyrics de Stephen Sondheim, livret d'Arthur Laurents : John / un cuisinier / un infirmier / un adjoint / un citoyen / un pèlerin / un touriste / un des garçons
- 1967 : Hello, Dolly!, musique et lyrics de Jerry Herman, livret de Michael Stewart, chorégraphie et mise en scène de Gower Champion, décors d'Oliver Smith : Barnaby Tucker (remplacement)
- 1968-1969 : George M! (en), musique et lyrics de George M. Cohan, livret d'après sa vie : un sonneur de cloches / Sam Harris / un violoniste
- 1969 : Our Town, pièce de Thornton Wilder : George Gibbs[1]
- 1970 : The Boy Friend, musique, lyrics et livret de Sandy Wilson : Bobby Van Husen
- 1971-1972 : Follies, musique et lyrics de Stephen Sondheim, livret de James Goldman, mise en scène de Michael Bennett et Harold Prince, décors de Boris Aronson : le jeune Buddy
- 1974 : Sextet, musique de Lawrence Hurwit, lyrics de Lee Goldsmith, livret de Lee Goldsmith et Harvey Perr : Kenneth
- 1980 : Barnum, musique de Cy Coleman, lyrics de Michael Stewart, livret de Mark Bramble : Phineas Taylor Barnum (doublure)
- 1995 : Sunset Boulevard, musique d'Andrew Lloyd Weber, lyrics et livret de Don Black et Christopher Hampton (d'après le film Boulevard du crépuscule) : Jonesy / Sammy / un vendeur (remplacements)
- 1998-1999 : The Scarlet Pimpernel, musique de Frank Wildhorn, lyrics et livret de Nan Knighton (d'après les écrits d'Emma Orczy) : Ozzy (remplacement)
- 2002 : Oklahoma !, musique de Richard Rodgers (orchestrée par Robert Russell Bennett), lyrics et livret d'Oscar Hammerstein II : Ike Skidmore / Andrew Carnes (doublures)

### Off-Broadway
- 1993-1994 : Annie Warbucks (en), musique de Charles Strouse, lyrics de Martin Charnin, livret de Thomas Meehan, chorégraphie de Peter Gennaro : Alvin T. Patterson

## Filmographie complète

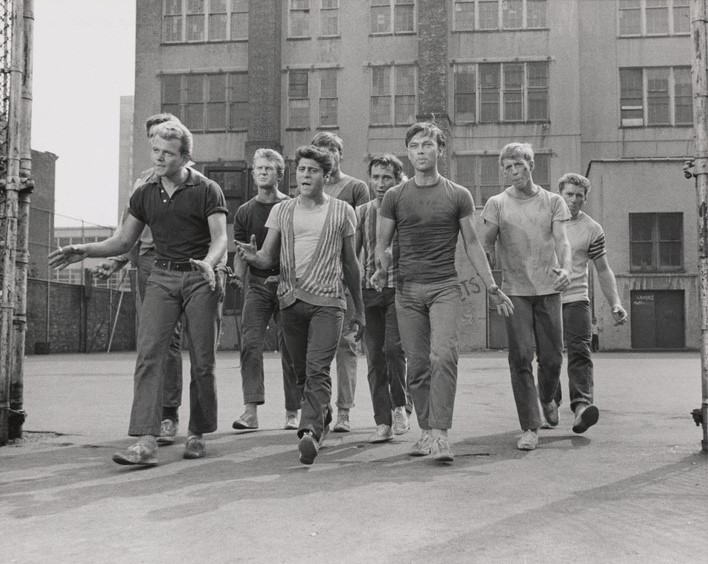
Scène d'ouverture de West Side Story (1961) avec les Jets (dont Harvey Evans, 2e à g. au second plan)

### Cinéma
- 1957 : La Belle de Moscou (Silk Stockings) de Rouben Mamoulian : un danseur
- 1957 : Pique-nique en pyjama (The Pajama Game) de Stanley Donen et George Abbott : un danseur
- 1958 : Une fille qui promet (The Girl Most Likely) de Mitchell Leisen : un danseur
- 1961 : West Side Story de Robert Wise et Jerome Robbins : Mouthpiece, un des Jets
- 1962 : Allô, brigade spéciale (Experiment in Terror) de Blake Edwards : Dave
- 1964 : Mary Poppins de Robert Stevenson :  un des danseurs-ramoneurs
- 1974 : The Bank Shot de Gower Champion : Irving
- 1979 : Ravagers (en) de Richard Compton : un garde de la prison
- 2007 : Il était une fois (Enchanted) de Kevin Lima : un danseur
- 2011 : Silver Tongues (en) de Simon Arthur : William
- 2021 : West Side Story de Steven Spielberg : un agent de sécurité du magasin Gimbels

### Télévision
- 1963 : The Judy Garland Show (en), série, un épisode non spécifié : un danseur
- 1971 : Dames at Sea, téléfilm de Martin Charnin et Walter C. Miller : Dick
- 1973 : Applause, téléfilm de Ron Field et Bill Foster : Duane
- 1990 : Amoureusement vôtre (Loving), feuilleton, épisode 1992 (sans titre) : un serveur
- 1992 : Cheers, série, saison 10, épisode 13 Le Psy déculotté (Don't Shoot… I'm Only the Psychiatrist) de James Burrows : Syd

## Note et référence
1. ↑  Rôle tenu par William Holden dans l'adaptation au cinéma de 1940 sous le même titre original (titre français : Une petite ville sans histoire).